# Khu C

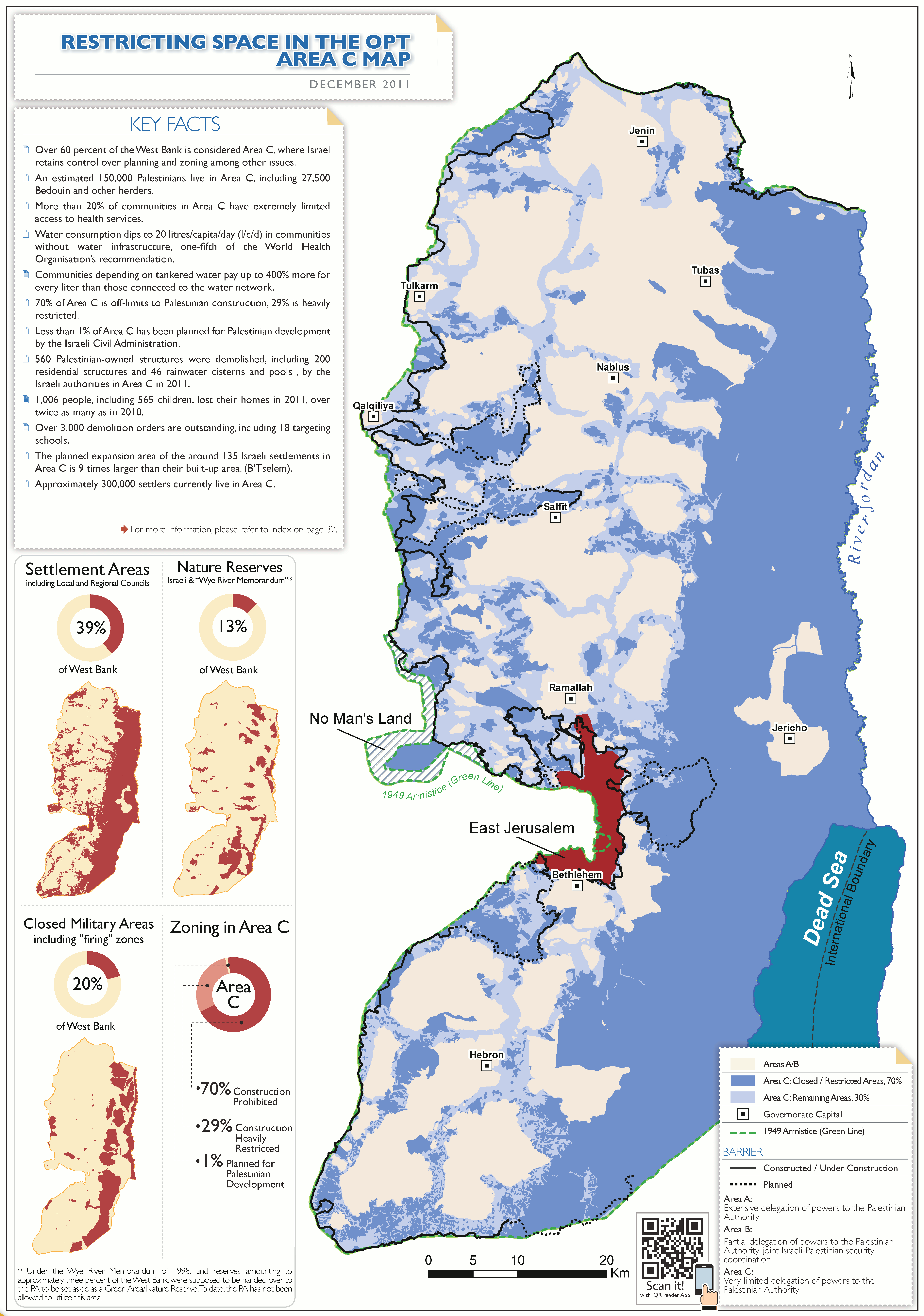
Khu C (xanh và xanh nhạt) và Đông Jerusalem (đỏ)

Khu C là lãnh thổ do Israel kiểm soát hoàn toàn ở Khu vực Judea và Samaria, được quy định là toàn bộ khu vực bên ngoài các vùng bao Palestine (Khu A và B). Khu C gồm khoảng 61% lãnh thổ Bờ Tây, bao gồm hầu hết các khu định cư Israel ngoại trừ những khu định cư ở Đông Jerusalem, và người Palestin bị cấm hoặc hạn chế nghiêm ngặt tiếp cận hơn 99% Khu C. Hiệp định Oslo II quy định Khu C sẽ được chuyển giao dần dần cho người Palestin hoặc được đổi lấy lãnh thổ khác theo thỏa thuận cuối cùng, nhưng Israel chưa thực hiện việc chuyển giao.:vii Khu C rất giàu tài nguyên thiên nhiên.
Khu C (ngoại trừ Đông Jerusalem) và Khu B do Lực lượng Phòng vệ Israel chiếm đóng kể từ tháng 6 năm 1967 là nơi sinh sống của khoảng 400.000 người định cư Israel và khoảng 300.000 người Palestin sống tại hơn 500 khu dân cư nằm một phần hoặc toàn bộ trong Khu C. Khu định cư Israel ở Khu C chịu sự quản lý của Cục Quản lý dân sự Israel ở Khu vực Judea và Samaria và được áp dụng pháp luật Israel, trong khi người Palestin chịu sự quản lý của Điều phối viên các hoạt động của Chính phủ Israel tại các lãnh thổ, một đơn vị trực thuộc Bộ Quốc phòng Israel. Chính quyền Dân tộc Palestine chịu trách nhiệm cung cấp các dịch vụ y tế, giáo dục cho người Palestin ở Khu C, nhưng Israel quyết định việc xây dựng và giám sát cơ sở hạ tầng.
Cộng đồng quốc tế không thừa nhận các khu định cư Israel tại Bờ Tây bị chiếm đóng và Liên Hợp Quốc nhiều lần xác định rằng việc Israel xây dựng các khu định cư cấu thành hành vi vi phạm Công ước Genève IV. Ngoài ra, các tiền đồn Israel cũng vi phạm luật pháp Israel. Israel bác bỏ lập luận của cộng đồng quốc tế và khẳng định rằng các khu định cư Israel không vi phạm pháp luật.

## Lịch sử
Năm 1981, Israel thành lập Cục quản lý dân sự Israel để quản lý các vùng lãnh thổ do Israel chiếm đóng kể từ Chiến tranh Sáu Ngày năm 1967. Mặc dù là một cơ quan độc lập về mặt pháp lý, nhưng Cục quản lý dân sự trên thực tế chịu sự chỉ đạo của Lực lượng Phòng vệ Israel và Tổng cục An ninh quốc gia Israel.

### Hiệp định Oslo
Hiệp định Oslo II năm 1995 chia Bờ Tây thành ba Khu A, B và C. Mỗi khu có một quy chế khác nhau tùy theo mức độ tự trị mà người Palestine được hưởng thông qua Chính quyền Dân tộc Palestine, cho đến khi một quy chế chung được thiết lập theo một hiệp định cuối cùng.
Khu A và B được xác định bằng cách vẽ đường ranh giới xung quanh các khu vực đông người Palestin vào thời điểm Hiệp định Oslo II được ký kết, Khu C được quy định là các khu vực của Bờ Tây bên ngoài Khu A và B sẽ dần dần được chuyển giao cho Palestine, ngoại trừ những khu vực sẽ được đàm phán liên quan đến quy chế thường trực cho Palestine.:8 Khu A và Khu B gồm khoảng 40% Bờ Tây và là nơi sinh sống của khoảng 2,8 triệu người Palestin.:8
Trong giai đoạn 1, Khu C gồm khoảng 72–74% Bờ Tây. Theo Bản ghi nhớ Wye River năm 1998, Israel đồng ý chuyển giao 13% Khu C cho Palestine. Tuy nhiên, Israel chỉ chuyển giao 2% Khu C cho Palestine và sau đó chiếm lại toàn bộ lãnh thổ trong Chiến dịch Lá chắn Phòng thủ. Năm 2013, Khu C chiếm khoảng 63% Bờ Tây, bao gồm các khu định cư, tiền đồn Israel và là "đất đai nhà nước".

## Địa lý
Khu C có nguồn tài nguyên thiên nhiên phong phú và bao gồm phần lớn đất nông nghiệp, chăn thả của người Palestin. Khu C là phần liền kề duy nhất của Bờ Tây, nên tất cả các dự án quy mô lớn đều liên quan đến Khu C.:vii

## Chính sách nhà ở và định cư của Israel

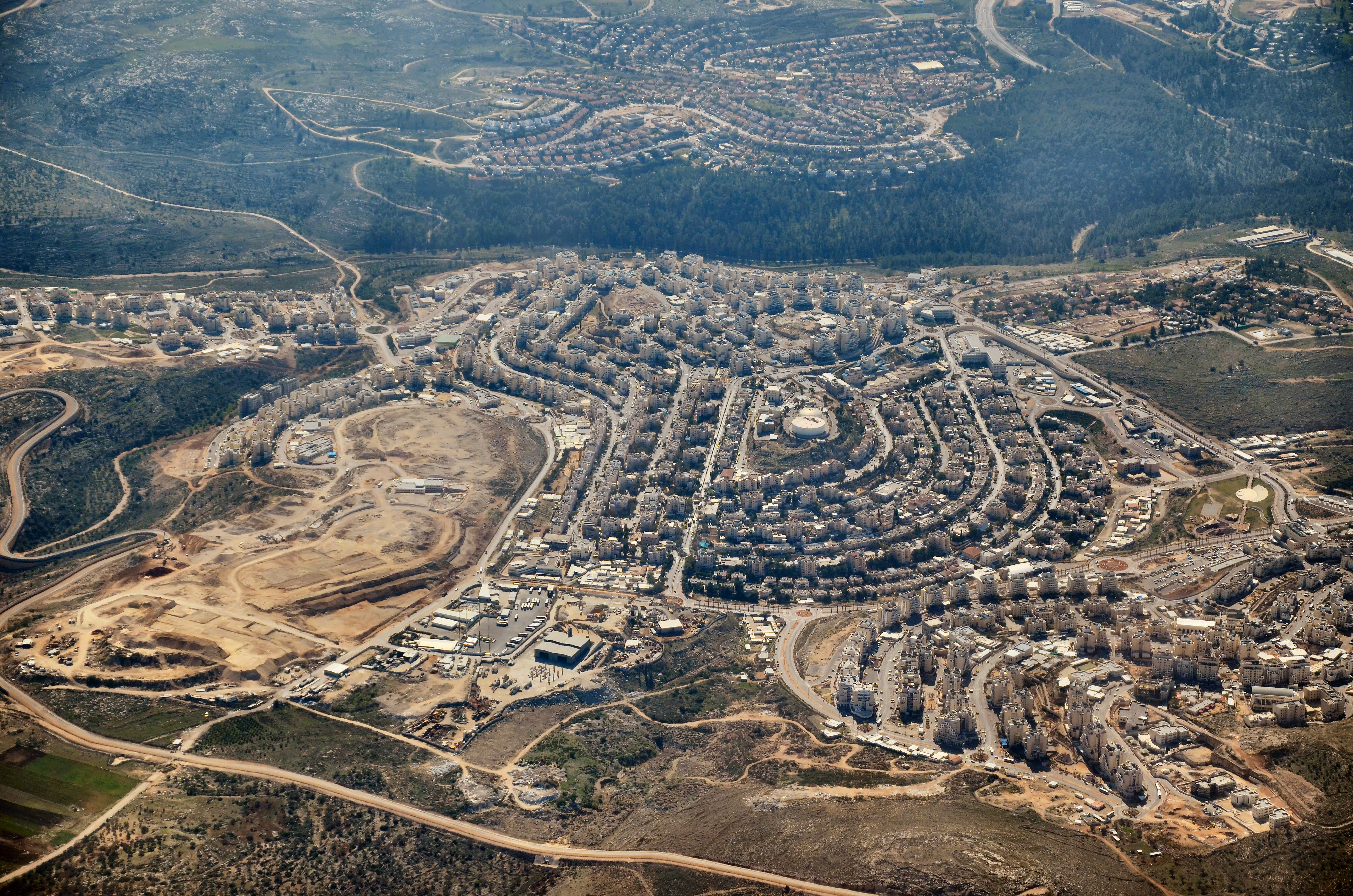
Modi'in Illit, một khu định cư Israel ở Bờ Tây

Năm 2014, Khu C (ngoại trừ Đông Jerusalem), là nơi sinh sống của 385.900 người định cư Israel và khoảng 300.000 người Palestin. Theo Hội đồng Người tị nạn Na Uy, chính sách quy hoạch, phân vùng của Israel vkhiến cho người Palestin hầu như không thể xây dựng nhà cửa ở Khu C vì bị cấm hoặc không thể xin giấy phép xây dựng.
Israel kiểm soát chặt chẽ việc xây dựng và định cư của người Palestin ở Khu C.:5 Theo số liệu của Cục quản lý dân sự Israel, từ 2000 đến 2012, Israel chỉ cấp 211 giấy phép xây dựng cho người Palestin trong số 3.750 hồ sơ, trong khi 75% các khu định cư của Israel thiếu giấy phép xây dựng thích hợp.
Theo báo cáo của Văn phòng Điều phối các vấn đề nhân đạo của Liên Hợp Quốc, người Palestin ở hầu hết Khu C không thể xin giấy phép xây dựng vì chính sách quy hoạch, phân vùng của Israel, ngay cả đối với các công trình dân cư, sinh kế cơ bản, ví dụ như như lều trại hoặc hàng rào.:3 Theo Trung tâm thông tin nhân quyền Israel tại các vùng lãnh thổ bị chiếm đóng:
Israel hạn chế nghiêm ngặt việc định cư, xây dựng, phát triển của người Palestin ở Khu C và phớt lờ nhu cầu của người dân Palestin. Chính sách này buộc người dân Palestin phải sống trong điều kiện sống rất thô sơ. Pháp luật không cho phép họ xây dựng nhà cửa hoặc phát triển cộng đồng, nên họ phải đối mặt với nỗi sợ hãi thường trực rằng nhà cửa của họ có thể bị phá hủy và họ bị trục xuất và mất kế sinh nhai.

Israel thường xuyên ban hành lệnh phá dỡ tài sản của người Palestine vì không có giấy phép xây dựng. Từ năm 1988 đến năm 2014, Israel ban hành 14.087 lệnh phá dỡ, nhưng chỉ thực hiện 20% lệnh phá dỡ. Tuy nhiên, các lệnh phá dỡ không có thời hạn thi hành, nên những công trình chưa bị phá dỡ vẫn có thể bị phá dỡ trong tương lai.:3–5

### Tranh cãi về phá dỡ
Điều 53 Công ước Genève IV quy định:
Nghiêm cấm một Quốc gia chiếm đóng phá hủy bất động sản hoặc động sản thuộc sở hữu cá nhân hoặc tập thể của người thường, Nhà nước, những cơ quan công quyền khác, các tổ chức xã hội hoặc hợp tác xã, trừ trường hợp thật sự cần thiết do các hoạt động quân sự.

Trung tâm thông tin nhân quyền Israel tại các vùng lãnh thổ bị chiếm đóng chỉ trích Israel viện dẫn các quy định quy hoạch từ thời Lãnh thổ Ủy trị Palestine để tiến hành các cuộc phá dỡ, nhưng không thi hành các quy định cấp giấy phép xây dựng từ cùng thời điểm.
Israel đưa ra ba căn cứ cho chính sách phá dỡ: thứ nhất, việc phá dỡ phù hợp với quy định pháp luật Jordan, là quy định có hiệu lực vào thời điểm Israel chiếm đóng các vùng lãnh thổ này; thứ hai, việc phá dỡ đáp ứng Điều 43 Công ước Den Haag (IV); thứ ba, Hiệp định Oslo II quy định việc quy hoạch và phân vùng ở Khu C thuộc thẩm quyền của các ủy ban quy hoạch thích hợp.:3–4 Israel cũng cho rằng việc phá dỡ là để đảm bảo an toàn của người Palestin vì các công trình bị phá dỡ nằm trong các vùng bắn. Israel tuyên bố khoảng 20% Bờ Tây là vùng bắn và 60% hoạt động phá dỡ vào năm 2010 diễn ra ở vùng bắn.
Việc Israel tuyên bố các vùng bắn bị chỉ trích là chỉ để hợp thức hóa việc tước đoạt quyền sở hữu đất đai của người Palestin. Nhiều ngôi làng bị ban hành lệnh phá dỡ đã tồn tại trong nhiều thập kỷ trước khi bị Israel tuyên bố là vùng bắn.